# Paul Wanner
Paul Wanner (sinh ngày 23 tháng 12 năm 2005) là một cầu thủ bóng đá chuyên nghiệp thi đấu ở vị trí tiền vệ cho câu lạc bộ Bayern München tại Bundesliga.Sinh ra ở Áo, anh thi đấu cho đội tuyển trẻ của Đức.

## Sự nghiệp
Wanner là một cầu thủ bóng đá người Đức đang chơi cho câu lạc bộ Bayern Munich. Anh từng chơi cho đội trẻ của FV Ravensburg trước khi gia nhập đội trẻ của Bayern Munich vào giữa năm 2018.
Vào tháng 1 năm 2022, Wanner được HLV Julian Nagelsmann triệu tập lên đội một Bayern Munich khi nhiều cầu thủ thường xuyên của đội vắng mặt do dương tính với COVID-19. Anh có trận ra mắt chuyên nghiệp cho Bayern tại Bundesliga vào ngày 7 tháng 1 năm 2022 trước Borussia Mönchengladbach, vào sân thay người ở phút 75 cho Marc Roca. Khi làm như vậy, anh trở thành cầu thủ trẻ nhất trong lịch sử Bayern Munich ở tuổi 16 và trẻ thứ hai trong lịch sử Bundesliga sau Youssoufa Moukoko (trẻ hơn 14 ngày). Trận đấu kết thúc với tỷ số thua 2-1 trên sân nhà cho Bayern.
Vào ngày 12 tháng 10 năm 2022, ở tuổi 16 và 293 ngày, Wanner trở thành cầu thủ trẻ nhất của Bayern tại Champions League khi anh vào sân thay Dayot Upamecano trong hiệp hai trong chiến thắng 4-2 trên sân khách trước Viktoria Plzeň.

## Sự nghiệp quốc tế
Vào ngày 6 tháng 8 năm 2021, Wanner đã có trận ra mắt cho đội tuyển U17 quốc gia Đức trong trận thắng 10-1 trước đối thủ Ba Lan. Sau đó, anh đã chơi tổng cộng 7 trận ở cấp độ U17 và ghi được hai bàn trong vòng loại Giải vô địch bóng đá U17 châu Âu 2022.
Được mời đến xem và gặp gỡ đội tuyển quốc gia Áo, Wanner hy vọng sẽ được đại diện cho họ tham dự UEFA Euro 2024 tại Đức.

## Danh hiệu

#### Bayern München
- Bundesliga: 2022–23